# 劉志道
劉志道（1467年—？），字士弘，號西園，河南開封府建平陈留县人，民籍，明朝政治人物。

## 生平
河南鄉試第六十一名舉人。弘治十二年（1499年）中式己未科會試第二百七名，三甲第一百二十一名進士。初授南樂知縣，行取吏部考功司主事，歷官至太僕寺少卿，正德十三年（1518年）九月为言官論劾致仕。

## 家族
曾祖劉貞；祖劉遠；父劉淮，景泰癸酉舉人、州同知。母馬氏。具庆下。弟據德、依仁、游艺、博文。從叔文肅公劉忠。
子劉克孝，嘉靖乙卯舉人，官大名府通判、葭州知州，忤大學士张居正而致仕，卒年八十。